# Puzzle Shock!
Puzzle Shock! је други студијски албум српског хип-хоп извођача Марчела. Албум се састоји из 16 песама на којим гостују извођачи из Србије и Хрватске. Албум је пуштен у продају децембра 2005. године у продукцији дискографске куће Мултимедија рекордс и састоји се из различитих музичких стилова, укључујући и поп и рок/рокенрол. Овај албум је од стране публике био прихваћен можда и боље од првог.
Синглови са овог албума су „Шарада“, „Откуцаји“, "Позериште", "Нови Вавилон" и "Сенке". Продуцент албума је Драгољуб Марковић (Др. Дра), а од гостију се на албуму појављују Sky Wikluh и Timjah (Bad Copy), група Београдски синдикат, X-Centar, Марко Миливојевић (E Play), Ministar Lingvista, Flip Flop и Реми (Elemental).

## Списак песама
| #  | Назив песме     | Продукција | Гости | Трајање |
| -- | --------------- | --- | --- | ------- |
| 1  | "Све оке"       | - Музика и аранжмани: Risbo (BinW Productions) - Скреч и уводна музика: DJ Raid | | 4:51    |
| 2  | "Шарада"        | - Аранжмани: Др. Дра и Марчело - Клавир: Синиша Митровић - Клабијатуре, бас и ел. гитаре: Др. Дра - Бубњеви: Марко "Нафта" Миливојевић - Звучни ефекти: Војкан Чолић - Семплови: Непознато - Ритам секција: Дада         | | 5:31    |
| 3  | "Сенке"         | - Музика: Amitto и Wikluh-Sky - Аранжмани: Wikluh-Sky и Марчело - Скречовање: DJ Raid | - Помоћни вокали: Марчело и Министар Лингвиста                                                                 | 4:06    |
| 4  | "Позериште"     | - Музика: Ђера - Скречовање: DJ Raid - Аранжмани: Ђера, Марчело и Др. Дра | - Помоћни вокали: Др. Дра                                                                                      | 3:55    |
| 5  | "Гето!" (Скит)  | - Музика: Марчело и Др. Дра | - Помоћни вокали: Марчело и Др. Дра                                                                            | 1:23    |
| 6  | "Откуцаји"      | - Музика: Wikluh-Sky - Аранжмани: Wikluh-Sky и Марчело - Бубњеви: Марко "Нафта" Миливојевић - Бас: Милан "Змо" Златановић - Акустична гирата: Немања Поповић - Семплови: Др. Дра                                         | - Гост: Wikluh-Sky                                                                                             | 2:59    |
| 7  | "Ускуративна"   | - Музика: Marvel - Аранжмани: Марчело и Др. Дра - Клавијатура: Др. Дра | - Помоћни вокали: Др. Дра                                                                                      | 5:12    |
| 8  | "Гола вера"     | - Музика: X-Centar - Аранжмани: X-Centar и Марчело - Скречовање: DJ Raid - Семплови: Др. Дра - Бубњеви: Владан "Цвек" Цветковић - Бас: Милан "Змо" Златановић - Гитаре: Зоран "Кокан" Кокановић и Станимир "Стаћа" Лукић | - Гост: X-Centar - Помоћни вокали: Мирко "Роки" Арсенијевић                                                    | 3:37    |
| 9  | "Недођија ББ"   | - Музика: Oneya - Аранжмани: Марчело, Др. Дра и Oneya - Семпл: "Мој стари и ја": Арсен Дедић | | 4:55    |
| 10 | Нови Вавилон    | - Музика: Oneya - Скречовање: DJ Raid - Аранжмани: Oneya, Марчело, Др. Дра и Ана Ђокић | - Помоћни вокали у рефрену: Миљана Џунић - Помоћни вокали: Марчело, Др. Дра и Даница Радман                    | 3:31    |
| 11 | "Зиљаве П?*!:)" | - Музика: Sett - Аранжмани: Sett, Марчело и Др. Дра | - Гост: Шкабо - Помоћни вокали: Др. Дра и Ненси - Уводни део: интервју са Ајс Нигрутином и Тимбетом (Bad Copy) | 5:58    |
| 12 | "Више"          | - Семплови: Misty - Скречовање: DJ Raid - Аранжмани: Марчело и Др. Дра - Бас: Др. Дра - Бубњеви: Марко "Нафта" Миливојевић                                                                                               | - Помоћни вокали: Др. Дра                                                                                      | 3:10    |
| 13 | "Свети бес"     | - Аранжмани: Марчело - Музика: DJ Raid - Аранжери хора: Даница Радман, Др. Дра и Марчело | - Хор: Бокси, Гага и Др. Дра                                                                                   | 6:46    |
| 14 | "Филтер"        | - Музика: Preeview - Скречовање: DJ Raid - Аранжмани: Марчело | - Гости: Министар Лингвиста, Флип-Флоп и Тимбе (Timjah)                                                        | 4:57    |
| 15 | "Кола!" (скит)  | - Музика: Марчело и Др. Дра | - Помоћни вокали: Марчело и Др. Дра                                                                            | 1:20    |
| 16 | "Реквијем"      | - Клавирски семпл: (unknown) - Аранжмани: Марчело и Др. Дра - Бас: Ђера - Ел. бубњеви: Марко "Нафта" Миливојевић - Клавијатуре: Др. Дра и Марко "Нафта" Миливојевић - Виолина: Ана Ђокић                                 | - Гост: Реми (Елементал)                                                                                       | 4:46    |

## Остало
- Прва песма, "Све оке", је "Интро" на почетку албума и садржи скречовање DJ Raid-а.
- Девета песма, "Недођија ББ", је поново снимљена и едитована за албум. Оригинална верзија се налази на компилацији/mixtape албуму "Ulice Vol. 1".

## Спотови
- Спот "Позериште" на веб-сајту
- Спот "Откуцаји" на веб-сајту
- Спот "Нови Вавилон" на веб-сајту
- Спот "Сенке" на веб-сајту
- Спот "Кућа На Промаји" на веб-сајту